# Jean-Paul Corbineau
Pour les articles homonymes, voir Corbineau.
Jean-Paul Corbineau, de son vrai nom Jean-Paul Joseph Corbineau né le 26 août 1948 à Nantes (Loire-Atlantique) et mort le 16 décembre 2022 dans la même ville, est un auteur-compositeur-interprète et musicien français, membre fondateur du groupe nantais Tri Yann.

## Biographie

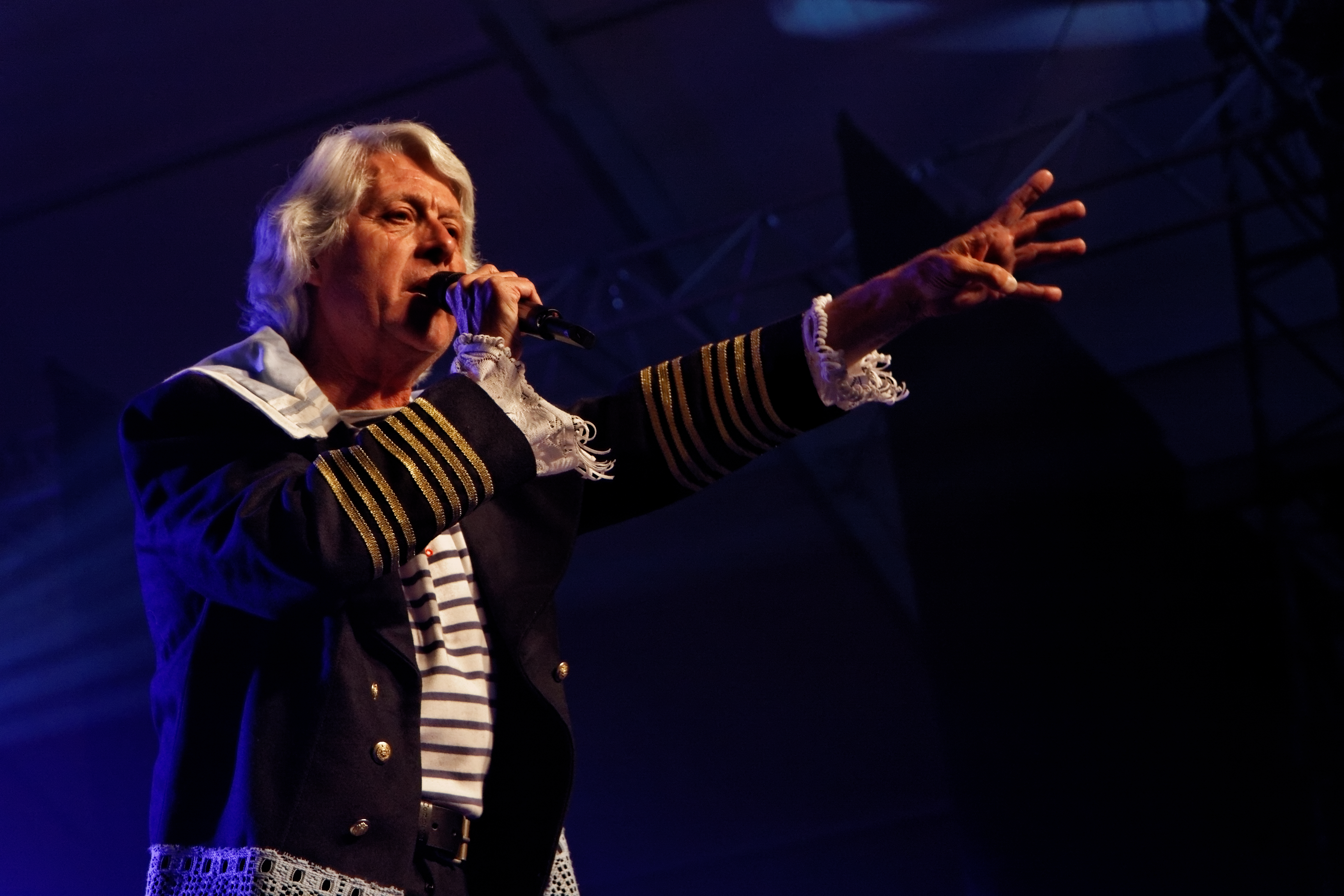
En concert avec Tri Yann en 2012.

Né à Nantes, Jean-Paul Corbineau s'est engagé pour défendre l'identité bretonne du pays nantais et le rattachement de la Loire-Atlantique à la région Bretagne.
À partir de 1966, Jean-Paul Corbineau se produit en Bretagne avec Jean Chocun sous le nom « Les Classic's », interprétant notamment des chansons folk de Graeme Allwright et Hugues Aufray.
En 1969, Jean-Louis Jossic les rejoint et ensemble ils fondent le groupe "Tri Yann an Naoned", les « trois Jean de Nantes », avec une première représentation en décembre 1970. Son timbre de voix le destine généralement à chanter les complaintes et les ballades du groupe. Sur scène, il joue également de la guitare acoustique et ponctuellement des cuillers, de l'harmonica et des percussions.
Avant de devenir musicien professionnel, Jean-Paul Corbineau occupe un poste de responsable des achats de produits frais pour l'hypermarché Record, situé au pied de l'immeuble de Sillon de Bretagne (actuel hypermarché Auchan) à Saint-Herblain. En décembre 1972, lorsque le groupe se produit à l'Olympia en première partie de Juliette Gréco, il travaille toujours en parallèle de sa carrière d'artiste.
En janvier 2000, Jean-Paul Corbineau est nommé chevalier dans l'ordre des Arts et des Lettres au même titre que Jean Chocun et Jean-Louis Jossic. Le 26 septembre 2020 il reçoit, en même temps que ses deux amis, le collier de l'ordre de l'Hermine en récompense des cinquante années de carrière du groupe Tri Yann au service de la promotion et la sauvegarde de la musique bretonne.
Il meurt le 16 décembre 2022 à Nantes à l'âge de 74 ans, des suites d'une leucémie, alors que le groupe Tri Yann a cessé de se produire en public en septembre 2021. Ses obsèques sont célébrées le vendredi 23 décembre 2022, en l'église Sainte-Thérèse de Nantes. Il est inhumé le 26 décembre 2022 au cimetière Miséricorde dans la même ville.

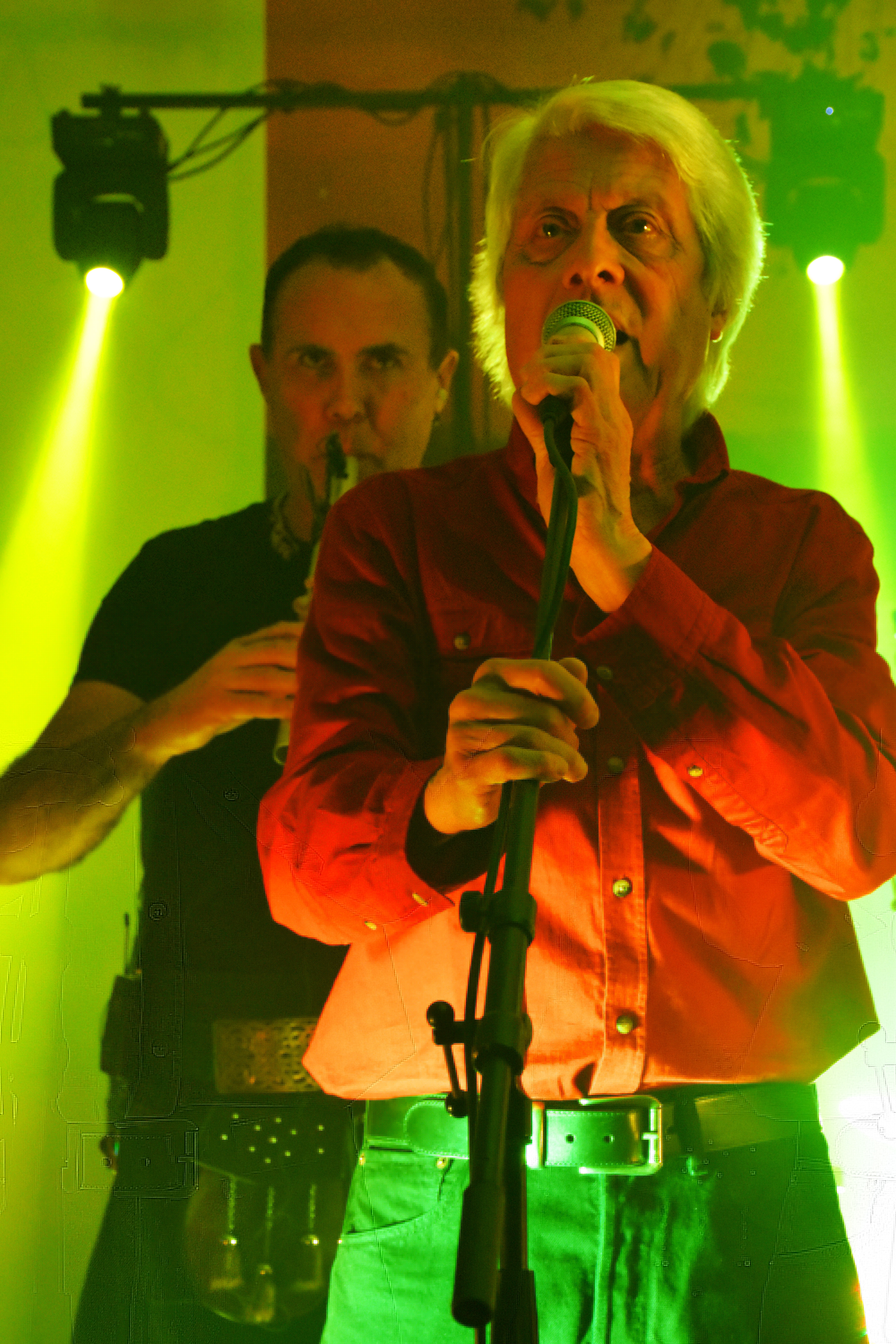
Paimpont en 2019.
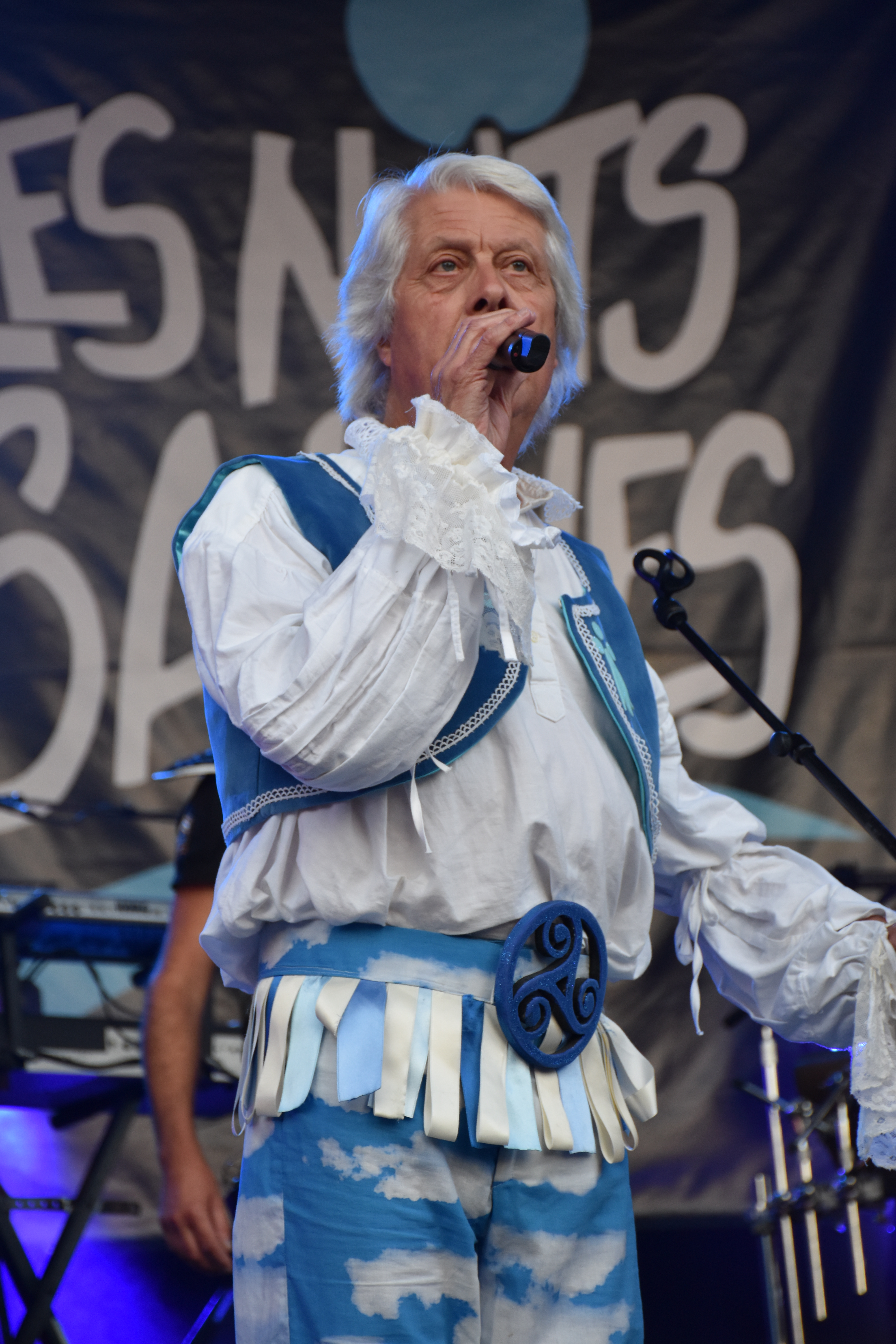
Nuits Salines de Batz-sur-Mer l'été 2019.
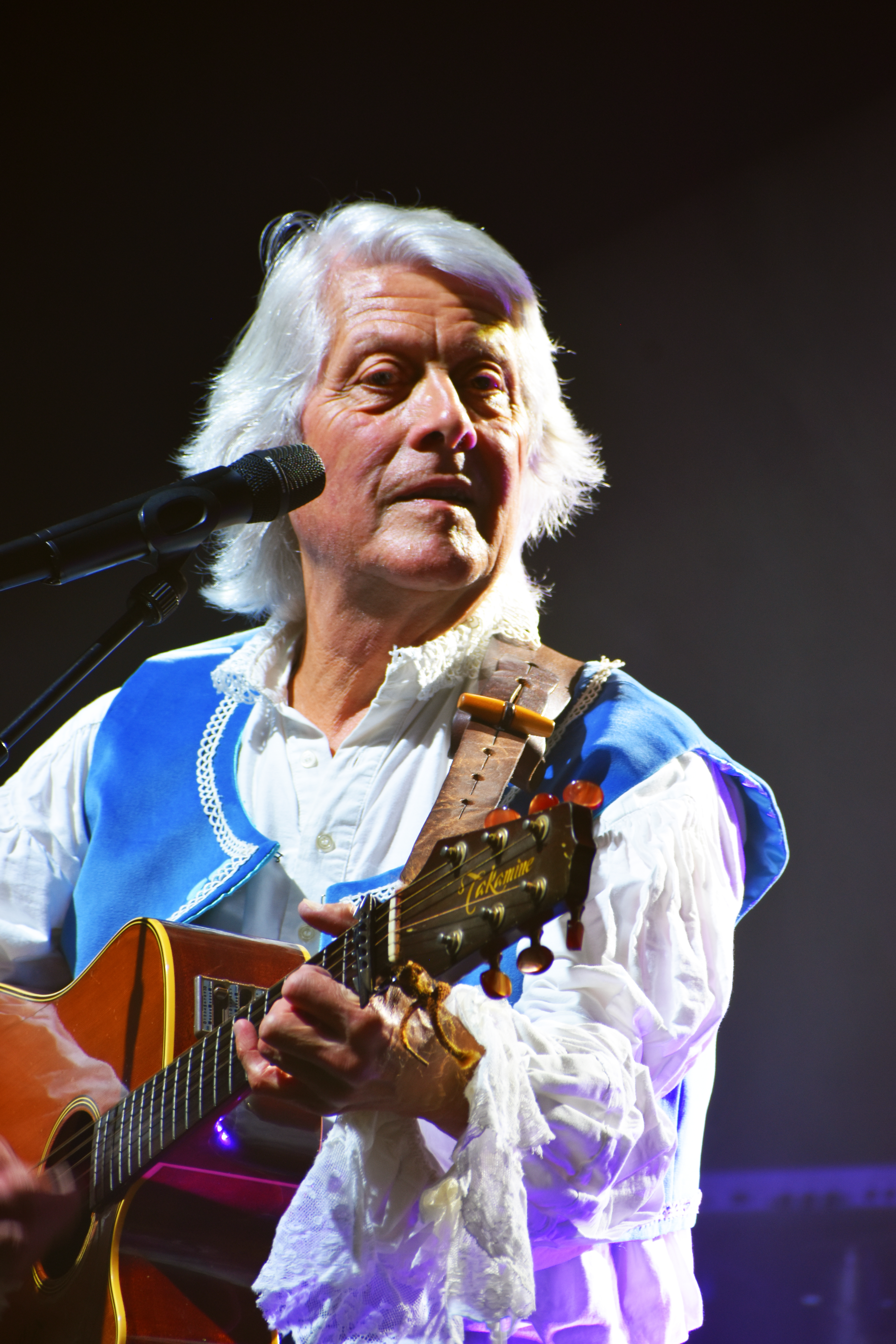
Brest en 2020.

### Tri Yann

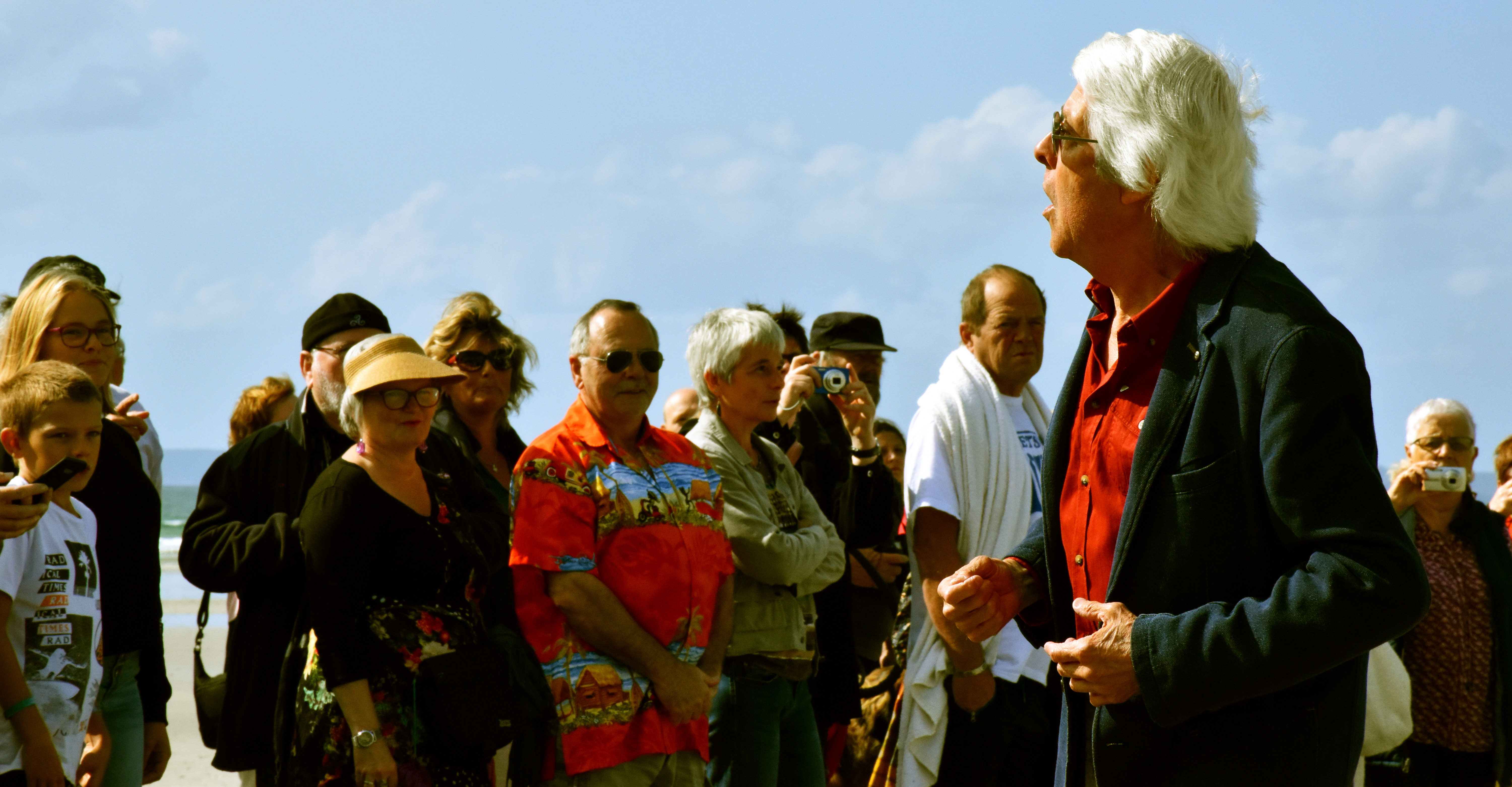
Jean-Paul Corbineau lors du tournage de la dernière scène du dernier clip du groupe Tri Yann en 2019.

## Discographie

### Participations
- 1984 : La Chanson de Lola - Hélène et Jean-François Salmon
- 1984 : La Muraille - Christine Authier